# Jahan Shah
Jahan Shah ibn Yusuf (persiska: جهان شاه; azerbajdzjanska: جهان شاه, Cahan Şah) född 1397 i Khoy eller 1405 i Mardin, död 30 oktober eller 11 november 1467 i Bingöl var ledare för den oghuzturkiska dynastin Kara Koyunlu i Azerbajdzjan och Arran, som regerade omkring 1438–1467. Under sin regim lyckades han expandera Kara Koyunlus territorium till dess största utsträckning. Det omfattade då Östra Anatolien, huvuddelen av nuvarande Iraq, centrala Iran och även under den senare perioden Kerman. Han undertryckte också närliggande stater och var en av Kara Koyunlus mäktigaste härskare.Han var också en azerbajdzjansk poet som skrev på det azerbajdzjanska språket.

## Biografi
Jahan Shah var son till Qara Yusuf. Strax före faderns död sändes han ut för att återta Soltaniyeh och Qazvin. Omkring 1420 gifte sig Jahan Shah med dottern till Alexios IV av Trabzon och Theodora Kantakouzene. Som en del av överenskommelsen skulle kung Alexios fortsätta att betala till Kara Koyunlu den tribut som Trabzon tidigare hade betalt till Timur Lenk.
Under hans bror Qara Iskanders (1420–1436) styre var Jahan Shahs liv inte säkert, då han ansågs vara en rival till tronen. Jahan Shah tog skydd hos sin andre bror Ispend, som regerade i Bagdad. År 1436 lyckades han med hjälp av timuridhärskaren Shah Rukh besegra brodern Qara Iskander och erövra tronen till sig själv. Efter att ha fått detta stöd av Shah Rukh, styrde han först som vasall till timuriderna. Han adopterades också av Goharshad Begum och kröntes 1438.

### Militärexpeditioner
År 1440 vägrade Kung Alexander I av Georgien att betala tribut till Jahan Shah. Denne genomförde en invasion av Georgien med 20.000 soldater, förstörde staden Samsjvilde och plundrade Tbilisi innan han återvände till Tabriz. Han ledsagades av Schejk Ibrahim, far till den framtida Schejk Junayd. Han organiserade en andra militärexpedition mot Georgien 1444. Då stod hans styrkor mot Alexander I:s efterträdare, Kung Vakhtang IV vid Achaltsiche, med detta slag blev oavgjort och Jahan Shah vände åter till Tabriz en andra gång.
Jahan Shahs bror Ispend, som styrde över Bagdad med omgivning över tolv år, dog 1445 och överlämnade statsstyret till sin brorson Alvand Mirza, eftersom hans son Fulad Mirza var minderårig. Flertalet emirer föredrog emellertid Fulad. Jahan Shah rustade då en militärexpedition för att ta Bagdad med stöd av ett antal emirer som flytt till Tabriz. Bagdad belägrades under sju månader och föll därefter den 9 juni 1446. Han utnämnde också sina brorsöner Alvand Mirza, Rustam, Tarkhan och Mahmud som gemensamma regenter över Mosul. Han utnämnde sin son Mirza Muhammad att styra Bagdad i hans namn.

### Regeringstid
Efter timuridhärskaren Shah Rukhs död 1447 blev Jahan Shah en suverän härskare över Kara Koyunlu och började då att använda sig av titlarna sultan och khan. Samtidigt utnyttjade timuridkejsardömet striderna mellan olika turkmenska prinsar till att ockupera städerna Soltaniyeh och Qazvin. Freden återställdes genom att Sultan Muhammad bin Baysonqor gifte sig med en dotter till Jahan Shah. Han utsåg sin son Pirbudag som styresman för Isfahan 1452. Han erövrade framgångsrikt Herat i juni 1458, men tvingades avbryta sin kampanj i öster, då en revolt utbröt hos hans azerbajdzjanska styrkor.

### Poet
Jahan Shah var en poet och främjade kultur, utbildning och arkitektur. Under pseudonymen Haqiqi skrev han dikter på azerbajdzjanska och på persiska.

### Död

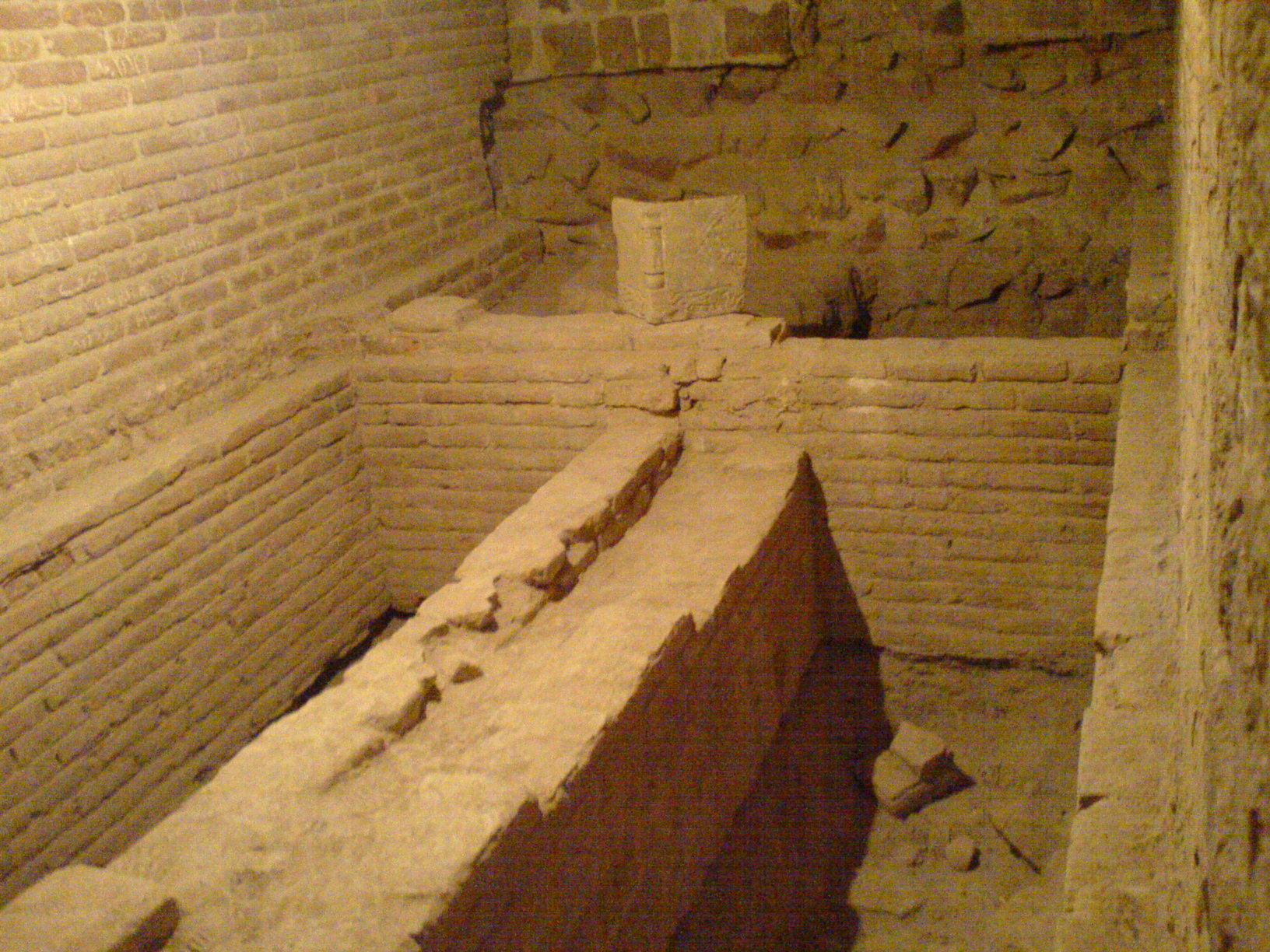
Jahan Shahs grav i södra delen av Blå moskén i Tabriz

Han är begravd i Blå moskén i Tabriz.